# بروس ديفيدسون (متسابق الحدث)
بروس ديفيدسون (بالإنجليزية: Bruce Davidson) هو متسابق الحدث أمريكي، ولد في 31 ديسمبر 1949 في رومي في الولايات المتحدة.

## وصلات خارجية
- بروس ديفيدسون على موقع الاتحاد الدولي للفروسية (الإنجليزية)
- بروس ديفيدسون على موقع FEI (رابط بديل) (الإنجليزية)
- بروس ديفيدسون على موقع اللجنة الأولمبية الدولية (الإنجليزية)
- بروس ديفيدسون على موقع أوليمبيديا (الإنجليزية)